# Gahlenzer Bach
Der Gahlenzer Bach ist ein rechter Nebenfluss der Großen Lößnitz im sächsischen Erzgebirge.

## Verlauf
Der Bach entspringt nördlich des Oederaner Ortsteils Gahlenz in einem kleinen Wäldchen. Heute trockengelegt, verzeichnen die Meilenblätter von Sachsen die Quelle etwa 300 m nordwestlich. Wie auch der parallel laufende Kleinhartmannsdorfer Bach fließt der Gahlenzer Bach Richtung Südwest ab. Auf etwa 3 km durchfließt er hierbei das Waldhufendorf Gahlenz, das entlang des Baches angelegt wurde. Etwa in der Ortsmitte fließt im von links der Grundbach zu, der Teil der Entwässerung des Waldgebiets Struth ist. Nach etwa 6 km mündet er in die Große Lößnitz.